# Блуминг Прери (Минесота)
Блуминг Прери (енгл. Blooming Prairie) град је у америчкој савезној држави Минесота.

## Демографија
По попису из 2010. године број становника је 1.996, што је 63 (3,3%) становника више него 2000. године.
| Група             | 2000.         | 2010.         |
| Белци             | 1.819 (94,1%) | 1.829 (91,6%) |
| Афроамериканци    | 4 (0,2%)      | 7 (0,4%)      |
| Азијати           | 7 (0,4%)      | 8 (0,4%)      |
| Хиспаноамериканци | 95 (4,9%)     | 126 (6,3%)    |
| Укупно            | 1.933         | 1.996         |